# Peponocranium fallax
Espèce
Peponocranium fallax est une espèce d'araignées aranéomorphes de la famille des Linyphiidae.

## Distribution
Cette espèce est endémique d'Ukraine. Elle se rencontre dans l'oblast de Soumy vers Vakalivshchina.

## Description
La femelle holotype mesure 1,82 mm.

## Systématique et taxinomie
Cette espèce a été décrite par Gnelitsa en 2024.

## Publication originale
- (en) Gnelitsa, « New spider species of Cnephalocotes and Peponocranium (Aranei, Linyphiidae) from the north-east of Ukraine », Zoodiversity, vol. 58, no 3,‎ 2024, p. 187-194